# Giuseppe Morello
Giuseppe «La mano de arpón» (en inglés the Clutch Hand) Morello (pronunciación en italiano: /dʒuˈzɛppe moˈrɛllo/; 2 de mayo de 1867 – 15 de agosto de 1930), también conocido como «El viejo zorro», fue el primer jefe de la familia criminal Morello y posteriormente el principal consejero de Giuseppe «Joe the Boss» Masseria. Fue conocido como Piddu (diminutivo en siciliano de Giuseppe) y sus rivales, los Castellammarense, lo conocían como Peter Morello. Fue famoso por tener la mano derecha deformada de nacimiento con una severa ectrodactilia, con solo un dedo que parecía una garra.
En los años 1890, Giuseppe fundó una pandilla conocida como la «Banda de la calle 107» (en inglés: 107th Street Mob), que luego evolucionaría y se convertiría en la familia criminal Morello. Hoy, la familia criminal Morello es conocida como la familia criminal Genovese y es la más antigua de las Cinco Familias de Nueva York.

## Primeros años
Giuseppe Morello nació en Corleone, Sicilia el 2 de mayo de 1867. Su padre, Calogero Morello, murió en 1872 y su madre, Angelina Piazza, se volvió a casar un año después con Bernardo Terranova, quien fue miembro de la Mafia siciliana en Corleone. Bernardo y Angelina tuvieron siete hijos conocidos: dos hijos llamados Vincenzo (el primero, nacido en 1874, murió a la edad de dos años; el segundo nació en 1886), Ciro (nacido en 1888), Nicolò (nacido en 1890), Lucia (nacida en 1877), Salvatrice (nacida en 1880) y Rosalia (nacida en 1892 y muerta el 14 de octubre de 1915). Los niños Morello y Terranova crecieron juntos y Bernardo podría haber facilitado la temprana introducción de Giuseppe a la cosca local, o clan mafioso. Crichley anota que Morello tenía también un tío, Giuseppe Battaglia, quien fue un líder en la Mafia corleonesa y quien podría haber ayudado al ingreso de su sobrino. Giuseppe Morello se casó con Maria Rosa Marsalisi (1867–1898) en 1889; la pareja tuvo dos hijos: una niña, Ángela (nacida en 1891 y muerta en 1892), y un hijo, Calogero «Charles» Morello (nacido en noviembre de 1892 en Corleone y muerto en 1912).
El año exacto en que Morello emigró a los Estados Unidos no se conoce con certeza. Dash escribe que Morello emigró en 1892 después de ser sospechoso de un asesinato en Corleone y de que su círculo de falsificación fuera descubierto. A pesar de su partida, el gobierno italiano llevó el caso a la corte y lo encontraron culpable de falsificar dinero. El 14 de septiembre de 1894, fue sentenciado a 6 años y 45 días de prisión más una multa y la privación del derecho de ocupar un cargo en el estado. Es posible que la sentencia haya sido emitida en ausencia, ya que, según Critchley, Morello ya habría dejado Sicilia rumbo a Nueva York.
Los tres medio hermanos de Morello, Nicolò, Vincenzo y Ciro, su padrastro Bernardo, su madre Angelina, su hermana Maria, su media hermana Rosalia, su esposa Maria Rosa Marsalisi y su hijo Calogero llegarían a Nueva York el 8 de marzo de 1893. A mediados de los años 1890, Giuseppe Morello se mudó a Luisiana en busca de empleo y se le unieron otros miembros de la familia Morello-Terranova. El año siguiente se mudaron a Texas y trabajaron en el cultivo del algodón. Después de contraer la malaria, regresaron a Nueva York en 1897. Morello probó suerte en diferentes negocios, incluyendo inversiones fallidas en un saloon y una fábrica. Su primera esposa, Maria Rosa Marsalisi, murió en 1898 en Corleone. En 1902, adquirió un saloon en el 8 Prince Street en Manhattan que se convertiría en un lugar de reunión para los miembros de su pandilla. En diciembre de 1903, Morello se casó con Nicolina «Lena» Salemi (1884–1967).

## Familia criminal Morello
En los años 1890, Giuseppe fundó la «Banda de la calle 107» que luego evolucionaría para convertirse en la familia criminal Morello. En 1903, Ignazio «el Lobo» Lupo, el jefe de la Mafia siciliana en Little Italy, Manhattan, se casó con la medio hermana de Morello Salvatrice.
Morello construyó su imperio basado en su despiadada forma de ordenar la muerte de todo aquel que osara enfrentársele. Lupo, su principal ejecutor, fue responsable de más de sesenta asesinatos en un período de diez años. La familia Morello emplearía frecuentemente el infame sistema del asesinato del barril, introduciendo los cadáveres en grandes barriles de madera. Los barriles eran lanzados al mar o dejados en una calle cualquiera, abandonados en un callejón trasero o enviados a direcciones inexistentes en otra ciudad.
Los negocios de la familia incluían la extorsión, usura, lotería italiana, asalto y falsificación. El dinero ganado de manera ilegal posteriormente era legitimado en negocios legales como tiendas o restaurantes de propiedad de la familia, convirtiéndolos así en la primera familia criminal de la ciudad en organizar este tipo de lavado de dinero. Ellos también introdujeron formas revolucionarias de extorsionar pequeños montos de dinero cada semana de los dueños de negocios a cambio de "protección", a diferencia del robo de grandes montos que podrían hacerlos quebrar. Esta técnica fue adoptada de los gánsteres de la Mano Negra y los llevó a aumentar sus ganancias.
Dos miembros de la familia Morello que se convirtieron en capitanes bajo el gobierno de Morello, y posteriormente ganaron mucha prominencia en el bajo mundo neoyorquino, fueron Giuseppe Masseria y Salvatore D’Aquila.
Para 1905, Morello había creado la más grande y más influyente familia criminal siciliana en Nueva York y fue reconocido como capo di tutti capi (jefe de jefes) por los líderes mafiosos de otras ciudades estadounidenses, según Nicola Gentile.

## Caída y retorno
Morello fue encontrado culpable nuevamente de falsificación en 1910 y fue sentenciado a veinticinco años en prisión. Después, fue liberado bajo palabra. En 1922, el presidente Warren Harding liberó a Morello de las restricciones de su libertad bajo palabra dándole una conmutación de condena condicional. El más joven de sus tres medio hermanos, Nicolo Terranova, tomó el control de la familia hasta 1916, cuando fue asesinado por el jefe napolitano en Brooklyn, Pellegrino Morano, así como a Tony Parretti, como parte de la Guerra de Mafia-Camorra. Los dos hermanos restantes de Morello, Vincenzo y Ciro, tomaron el control como jefe y subjefe y administraron la familia hasta la salida de Morello de prisión.
Recién liberado de la Penitenciaría Federal de Atlanta en 1920 y tratando de retomar el control de su imperio, Morello se vio considerado una amenaza por su antiguo capitán y en ese momento jefe mafioso, Salvatore D’Aquila, quien, en un año de su salida de prisión, ordenó su asesinato.
Morello, junto con un número de otras personas cuyas muertes también habían sido ordenadas por D’Aquila, huyeron a Sicilia. Uno de esos hombres, un antiguo pistolero de D’Aquila, Umberto Valenti, fue tras Morello y su jefe protector y aliado, Giuseppe Masseria, para poder recobrar el favor de D’Aquila.
La guerra se inició y, después de mucha violencia y algunas prominentes muertes entre los mafiosos envueltos, Valenti fue asesinado por pistoleros de Masseria (algunos dicen que ese grupo incluía o que fue solo Charles Luciano) en agosto de 1922. Ya sin Valenti, el poder de D’Aquila empezó a perder su fama de invulnerabilidad. Morello, sintiendo que su tiempo de gobernar ya había pasado, así como que el poder de Masseria estaba aumentando, se volvió consigliere de Masseria y prosperó bajo él durante los años de la prohibición.

## Guerra de Castellammarense y muerte
Durante la Guerra de Castellammarense, entre 1930 y 1931, Masseria y Morello pelearon contra un grupo rival basado en Brooklyn, liderado por Salvatore Maranzano y Joseph Bonanno. Morello, un asesino experimentado, se convirtió en el «jefe de guerra» de Masseria y consejero estratégico.
Fue una de las primeras víctimas de la guerra: Giuseppe Morello fue asesinado junto al asociado Joseph Perriano el 15 de agosto de 1930 mientras recogía efectivo en su oficina de Harlem del Este. Joseph Valachi, el primer made man de la Mafia estadounidense en testificar para el gobierno, identificó al asesino de Morello como un sicario castellammarense al que conocía como «Buster de Chicago».
La película The Last Testament of Lucky Luciano, del productor Martin A. Gosch, una historia que pretendía ser autobiográfica de Charles Luciano cuya autenticidad es disputada, señala que Luciano orquestó el asesinato de Morello.